# Rysunek architektoniczno-budowlany

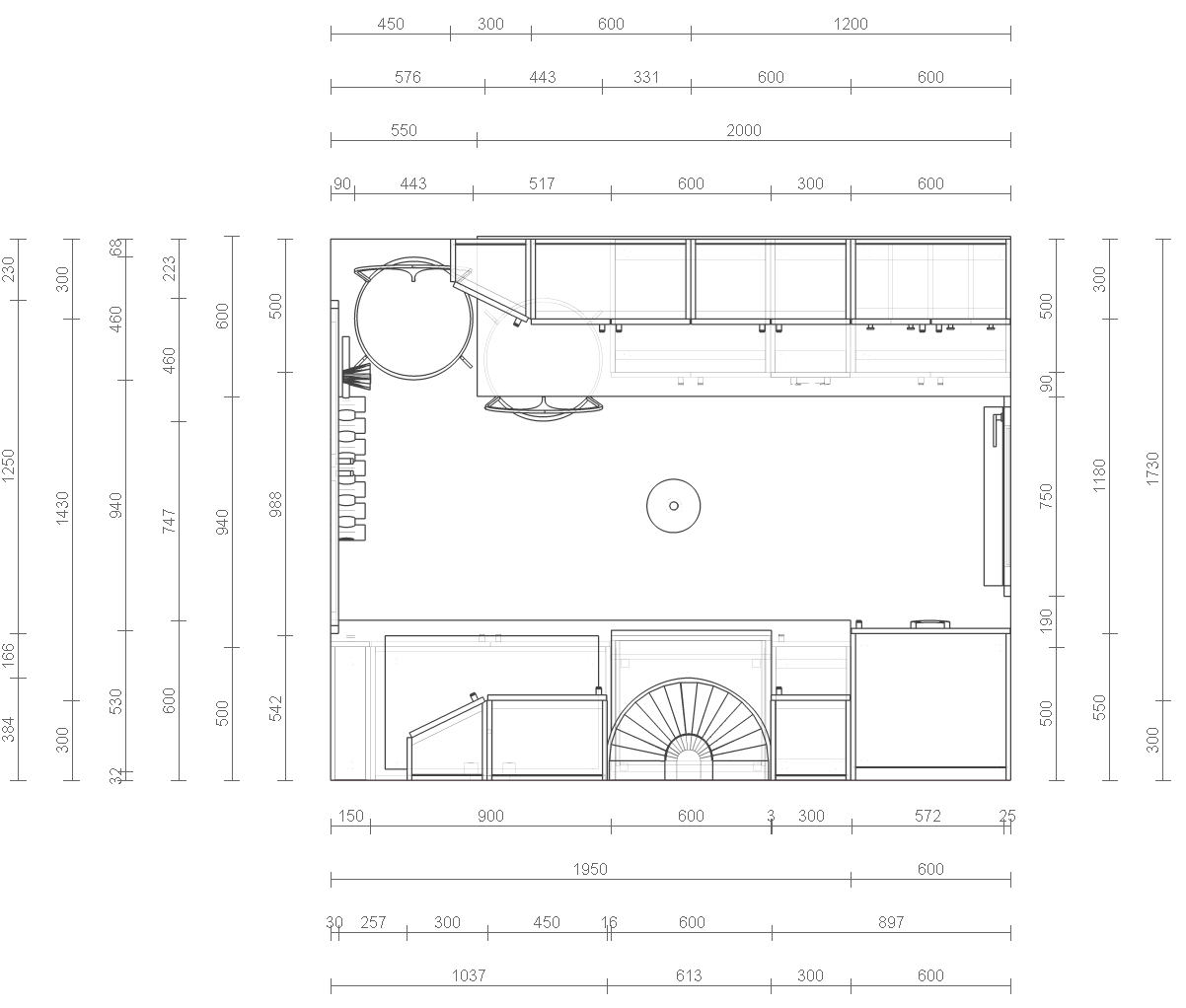
Przykład rysunku architektonicznego: plan ogólny (wykonany przy użyciu programu komputerowego CAD) małej kuchni

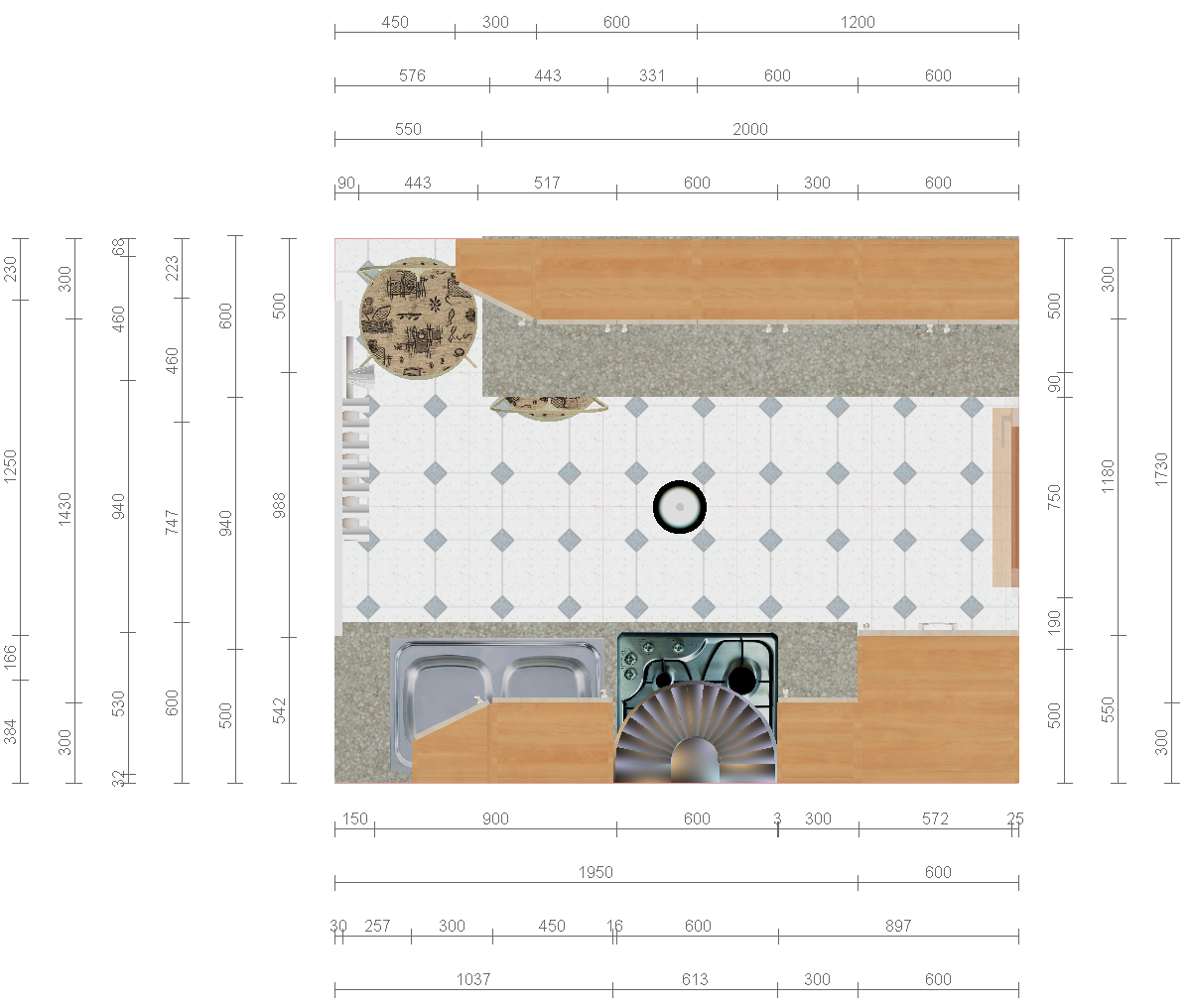
Przykład rysunku architektonicznego: plan ogólny (wykonany przy użyciu programu komputerowego CAD) małej kuchni z naniesonymi teksturami

Rysunek architektoniczno-budowlany (rysunek techniczny budowlany) – rysunek techniczny przedstawiający budynek lub jego detal i służący jako podstawa wykonania prac budowlanych. Rysunek taki wykonywany jest najczęściej przez kreślarza pod nadzorem architekta lub technika architektury lub inżyniera budownictwa i wchodzi w skład projektu budowlanego.
Rysunek architektoniczno-budowlany przedstawia najczęściej rzut, przekrój lub elewację budynku, albo też szczegół tych rysunków. Sposób rysowania, liczba szczegółów i skala rysunku zależna jest od etapu projektu i jego stanu zaawansowania. Z reguły podstawową skalą stosowaną do przedstawiania przekrojów, rzutów kondygnacji i widoków elewacji jest 1:50 lub 1:100, zaś w projekcie wykonawczym dla przedstawienia detali wykorzystywane są większe skale.
Typowy rysunek architektoniczno-budowlany operuje trzema grubościami linii:
- grubą, przekrojową – ukazującą płaszczyzny przekroju ścian
- zwykłą – do przedstawiania krawędzi elementów budowlanych
- pomocniczą – do przedstawiania detali wnętrza, mebli, do linii wymiarowych itp.

Elementy objęte przekrojem niekiedy są szrafowane lub oznaczane przy pomocy koloru. Oznaczenia używane w poszczególnych krajach europejskich różnią się znacznie między sobą. W Polsce w rysunkach architektoniczno-budowlanych wymiary są opisywanie w centymetrach.